# Vil·la romana de São Cucufate
La vil·la romana de Sâo Cucufate, també coneguda com Ruïnes de Santiago, és un monument històric a Vila de Frades, al municipi de Vidigueira, a Portugal. Són unes ruïnes romanes compostes per una mansio, termes, un temple i una zona de producció agrícola. La vil·la és probablement la major de Portugal, i un exemple únic en el país, dins el tipus d'una villa àulica. L'antic complex romà va ser després ocupat per dos monestirs cristians dedicats a sant Cugat, fundats en períodes diferents, i cadascú amb la seua pròpia església, construïdes en llocs diferents de l'antiga casa romana. De la primera església només resten algunes ruïnes, però la segona roman en un raonable estat de conservació. Les ruïnes, al 1947, es classificaren com a Monument Nacional, tot i que llavors es pensava que corresponien només als vestigis d'un monestir dedicat a sant Cugat.

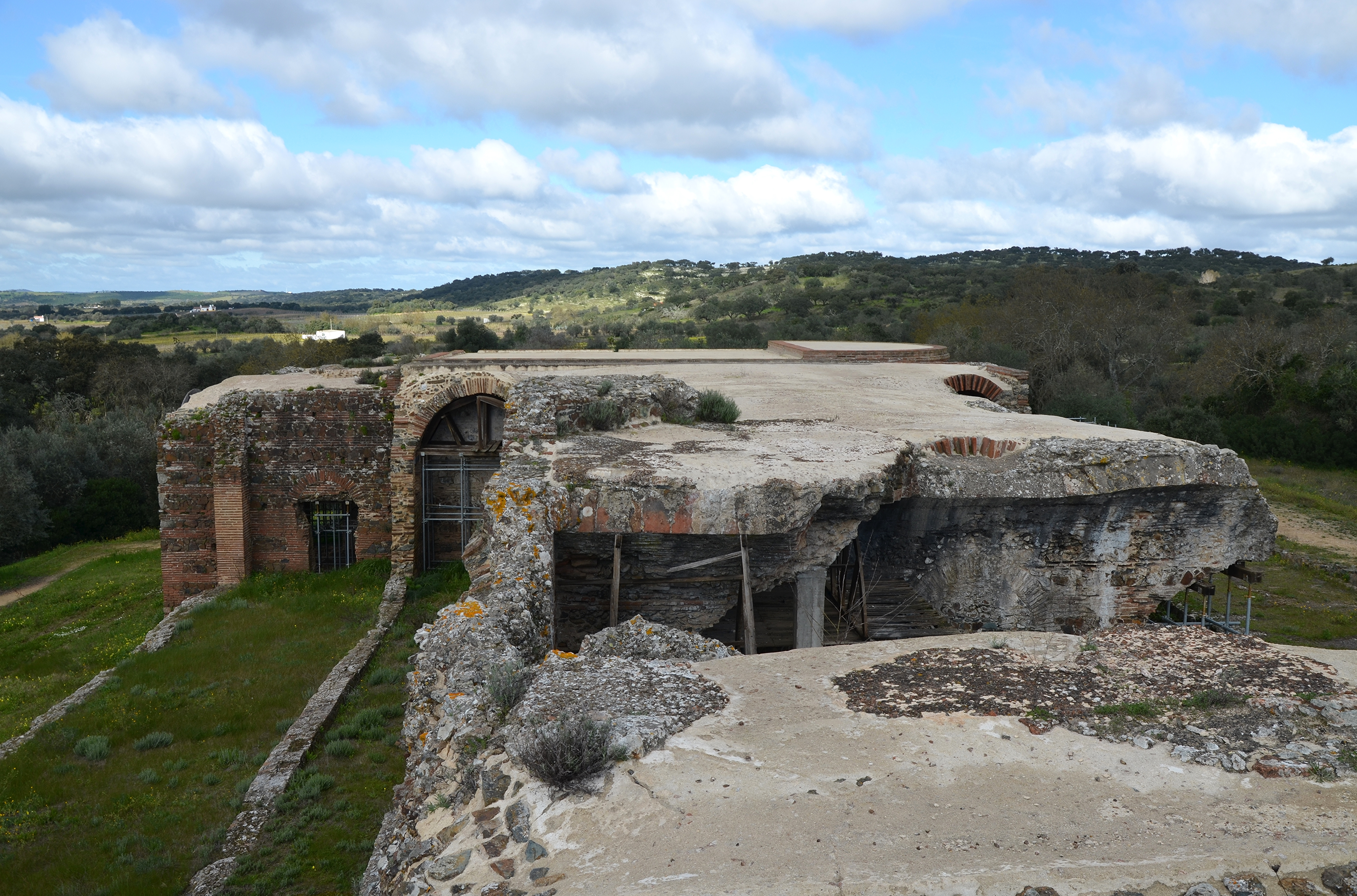
Vista a partir del primer pis de la mansio, on se situava la residència del senyor de la propietat. Aquesta posició permetia controlar el territori al voltant de la villa romana

## Situació
El jaciment de Sâo Cucufate ocupa una extensa àrea al cim d'una plataforma, que malgrat la seua reduïda elevació permetia controlar la plana al voltant, sobretot cap al sud, cap a Pax Julia (Beja). Se situa al lloc també denominat Sâo Cucufate, a prop d'un quilòmetre de distància del llogaret de Vila de Frades, i s'hi arriba per la carretera entre aquell poblet i Vila Alva, al municipi de Cuba. En el període romà, aquest indret era lluny de les poblacions, però a prop d'una important cruïlla, connectat per carretera amb Pax Julia.

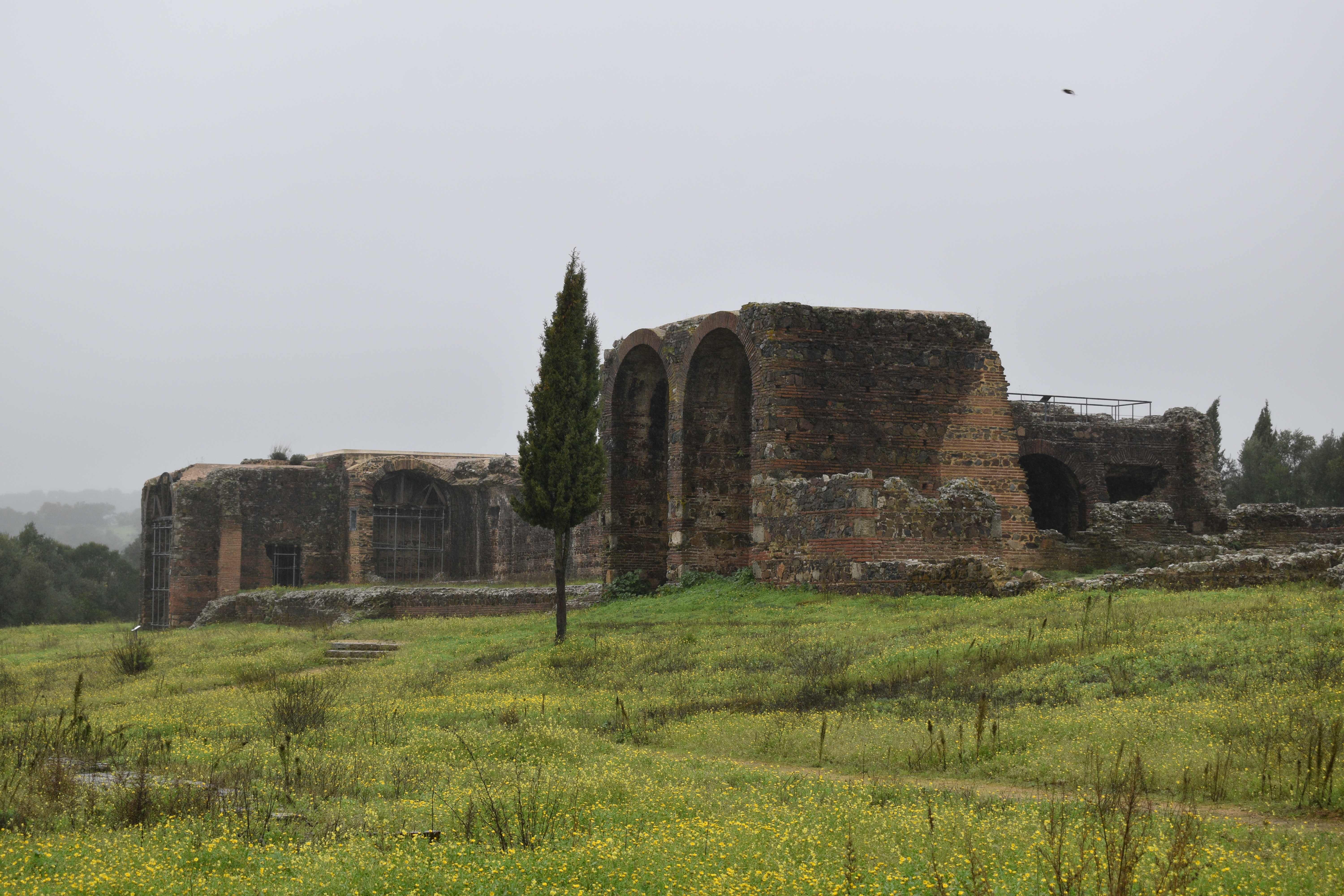
Vista general de les ruïnes, 2020

## Composició
Una villa romana típica tenia almenys dues funcions: lloc de residència habitual o temporal d'un gran propietari i la seua família, i centre industrial, on es transformaven i emmagatzemaven els productes vinguts de la zona de la rodalia. Aquest també era el cas de Sâo Cucufate, que conjugava una mansio palatina amb un nucli productiu, dedicat al processament de gèneres agrícoles, sobretot vi.
Les villa romanes estaven dividides en tres zones: la pars urbana, on residien els propietaris; la pars rustica o productiva, on vivien i treballaven els serfs, amb diverses estructures de suport, com ara cuines, magatzems i estables; i la zona de magatzem, que sovint s'integrava en la pars rustica en comptes de ser una àrea autònoma. Originàriament, el complex romà de Sâo Cucufate seguia aquesta regla, però les últimes grans obres en canviaren totalment l'organització, passant l'edifici central a concentrar no sols la pars urbana sinó també una parcel·la de la pars rustica. A més de la casa principal i les estructures productives, el conjunt també incloïa un complex termal, un temple, un tanc de grans dimensions, i un espai enjardinat. Al voltant de la villa se situava l'ager, el domini territorial on hi havia els recursos econòmics de la propietat, els camps i boscs. Els diversos edificis de les villa romanes se solien ajuntar a l'entorn d'un espai central, el patium.

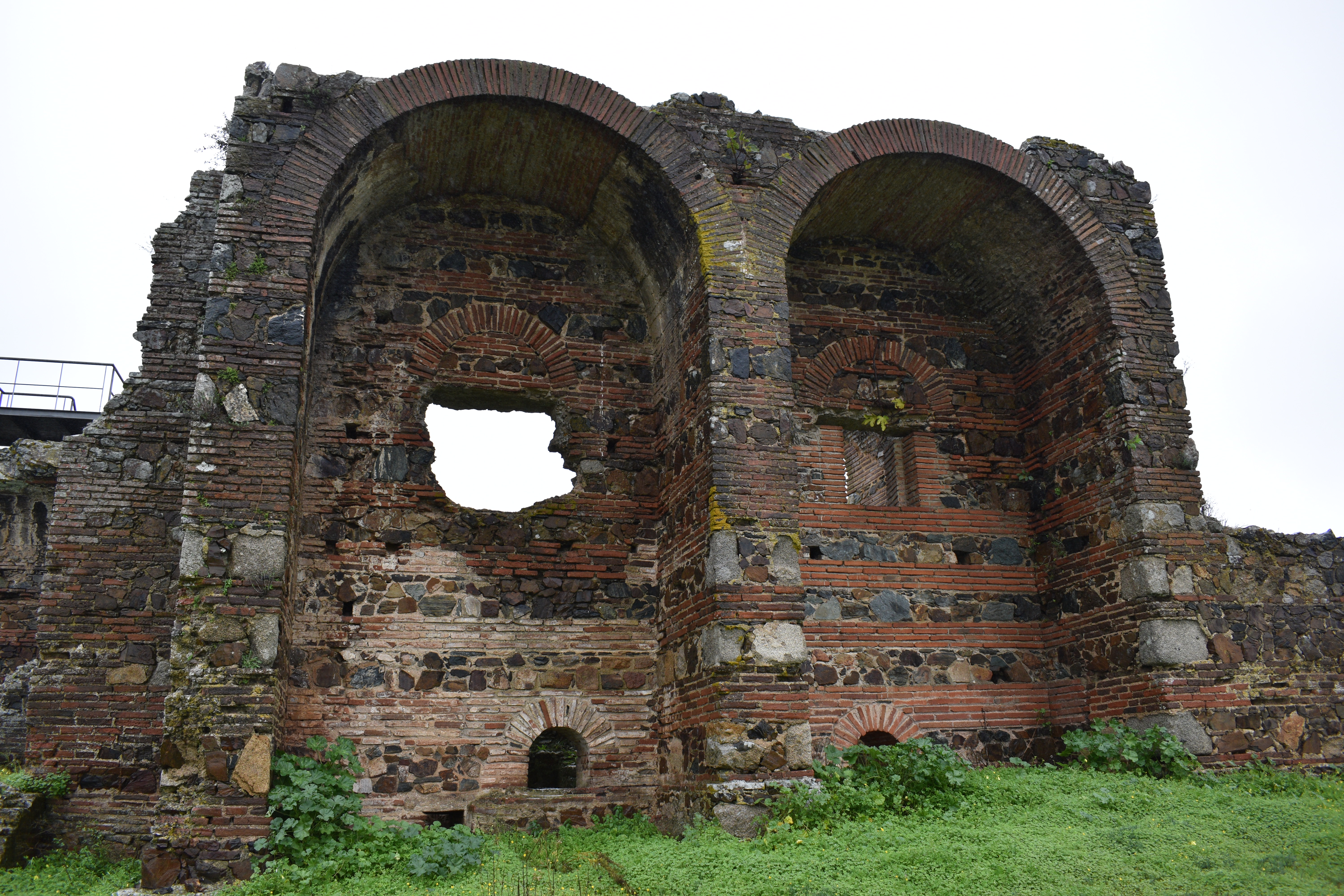
Criptopòrtic, a la façana principal. S'hi veu l'aparell constructiu, amb filades alternes de rajola i maçoneria

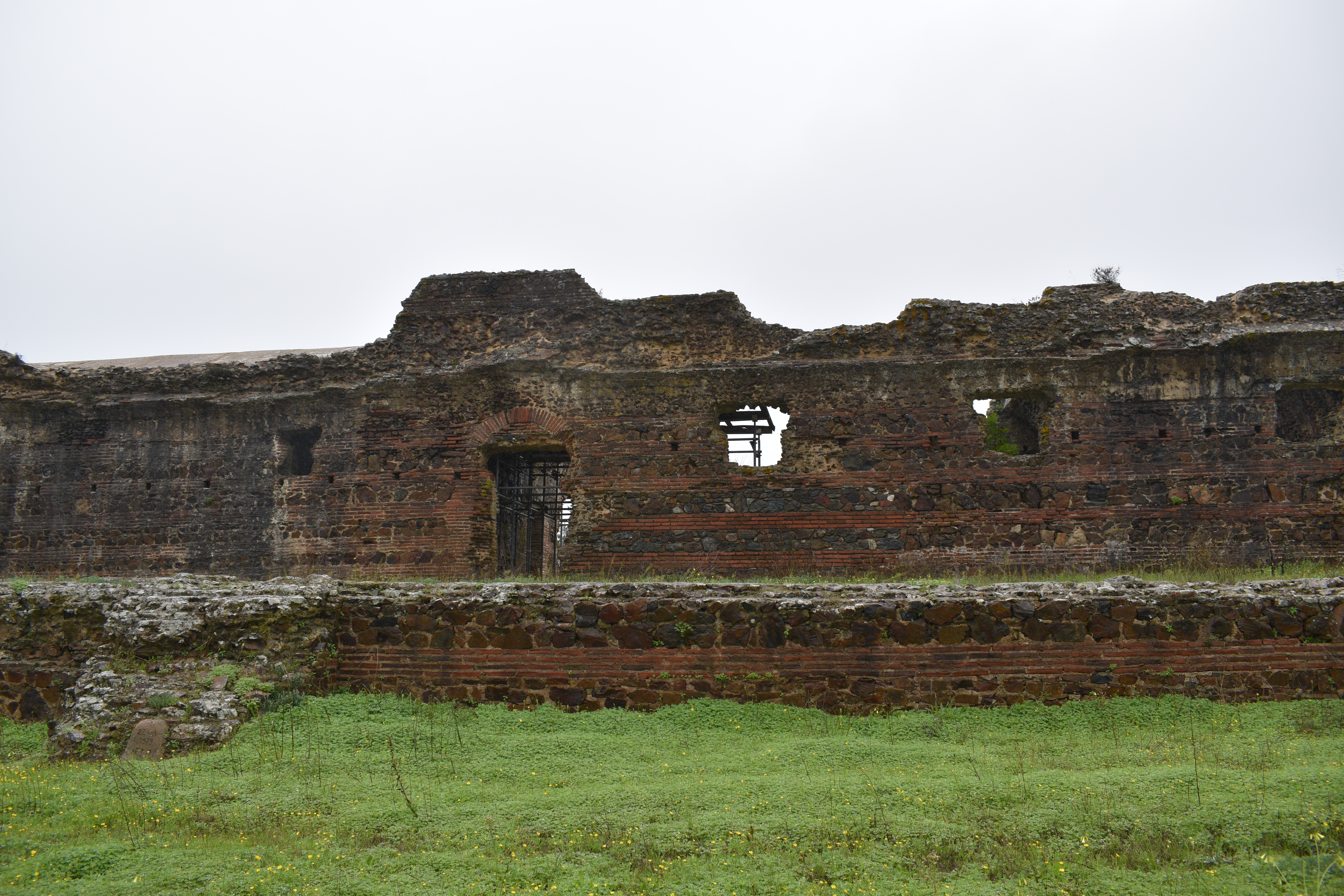
Galeria a la façana principal, situada al cos central, entre els criptopòrtics. Del costat esquerre es troben els vestigis d'una de les tres escales

### Mansio
La mansio romana es compon de tres edificis, corresponents a tres fases de construcció successives, durant les quals es demoliren les antigues estructures, i se'n construïren les noves damunt els fonaments de les velles. Així, la casa visible és en realitat la que fou construïda en últim lloc; tot i que hagen sobreviscut vestigis dels primers dos edificis, se'n poden distingir les tres fases per les diferents formes de construcció. La segona casa utilitzava un aparell d'esquist irregular, i la connexió entre la maçoneria es feia amb argamassa de calç, mentre que la tercera utilitzà capes de maçoneria d'esquist alternades amb rajoles.
La mansio que té les ruïnes més visibles correspon una villa àulica, és a dir, de dimensions i aparença monumentals, refinada i luxosa, que mostrava l'elevat estatus de poder i riquesa dels propietaris. Les villa àuliques són les menys comunes de les estructures d'aquell tipus a Lusitània, i la de Sâo Cucufate degué ser l'única del territori que produïa vi i tenia una arquitectura sense igual en territori portugués. La major part dels edificis d'aquest tipus tenia una organització tancada, amb els compartiments al voltant de peristils. La villa original de Sâo Cucufate presentava inicialment aquesta configuració, i canvià d'aparença, verticalitzada, en la tercera fase d'obres. Les ruïnes romanes de Santo André de Almoçageme, a Colares, es poden considerar també villa àulica.
La casa principal tenia una planta allargada, en forma de U, constituïda pel cos central i dos de laterals, ixents en relació amb el cèntric, quasi totalment iguals, tret d'un absis semicircular, a la façana nord del cos occidental, que rematava la capella. La façana sud-oest del cos central tenia una galeria i terrassa tres escales, una al centre i dues als extrems, que unien la casa i els jardins. A la façana posterior hi havia una altra galeria, encara amb vestigis de la coberta en volta. L'edifici tenia dos pisos, amb la pars urbana al primer pis, mentre que la pars rustica era al pis del terra. Els criptopòrtics, que normalment es construïen al soterrani, a Sâo Cucufate són damunt del sòl, garantint així als propietaris una major visibilitat sobre els terrenys del voltant. El pis superior tenia àmplies baranes al llarg de les façanes frontal i posterior, probablement amb guarniments de fusta. En les posteriors, aquesta barana la suportava una sèrie d'arcs de volta sencera. L'accés a la pars urbana es feia per una escala estreta i costeruda.
El conjunt de cambres va ser considerat com el més gran del període romà d'aquesta tipologia, a la península Ibèrica. Les villa romanes que més s'assemblen a la de Sâo Cucufate són les de Rabaçal, a la Beira Litoral, i de Milreu, a l'Algarve.

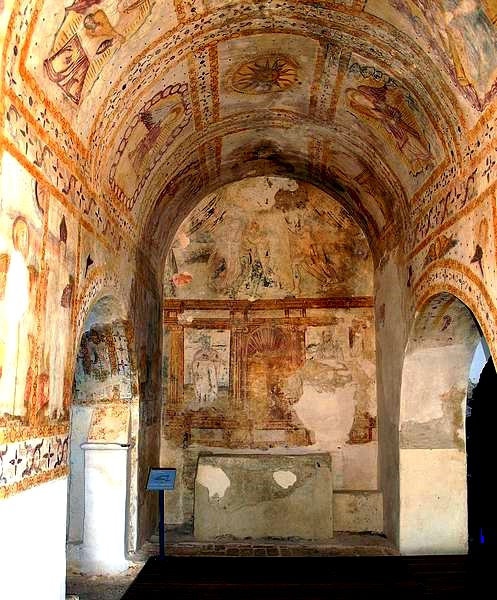
Interior de l'ermita, amb un retaule pintat en fresc

#### Esglésies
A la mansio s'instal·laren dos monestirs i les corresponents esglésies, en períodes diferents, reaprofitant els antics materials i estructures romanes, però modificant profundament l'interior de l'edifici. Alguns possibles vestigis de l'església primitiva poden haver estat trobats al costat dels antics triclini (triclinium) i tablinum, entre les ruïnes de la segona fase de la mansio. Aquesta església tenia una capçalera amb un arc quasi en ferradura, de configuració lleument peraltada, i un cos separat en dues parts: el cor, amb dos bancs laterals on es podien asseure uns deu monjos, i la nau, que tindria una capacitat per a unes cinquanta persones, en peus.
La segona església s'instal·là en el cos nord-oest de l'antiga mansio, i és de construcció molt simple, amb un cos de planta rectangular, que acaba en un absis semicircular, amb una volta en forma de conquilla. Aquest cos es divideix en dues naus, cada una amb tres trams, aïllats per tres arcs de volta sencera suportats per pilars, amb cobertes de voltes de canó, en el sentit transversal. La nau té diverses portes amb verga en arc apuntat i amb llinda recta, a més de diverses fenedures rectangulars.
A l'interior, les parets contenen murals entre els segles XIV i XVIII. A l'altar major hi ha un retaule en fresc de l'artista d'Évora José de Escovar, que treballà en diverses esglésies de la zona, entre 1585 i 1622.

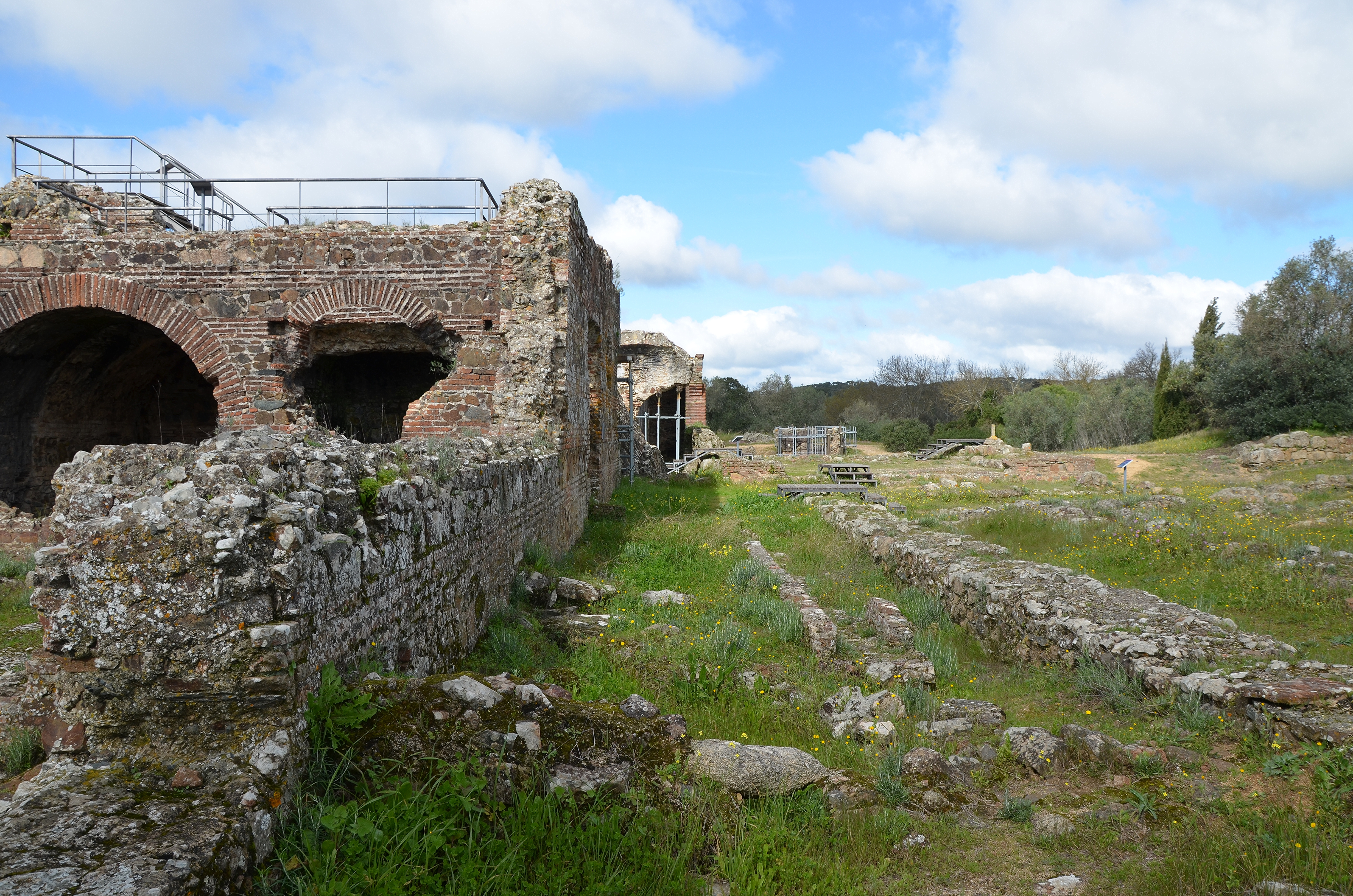
Part posterior de la mansio romana, amb les cobertes amb arc al pis del terra, corresponent a la pars rustica

#### Pars rustica
Al pis del terra de la mansio, que corresponia a la pars rustica, es trobaren estructures relacionades amb la producció agrícola, amb sales cobertes amb voltes, a la part posterior de la nau, que possiblement emmagatzemaven vi o oli. La regió de Vidigueira fou coneguda des de l'antiguitat per la producció de vi, i rebé aquest nom durant el període romà. Junt a la premsa de vi estava situat el celler (cella vinaria), que potser siga l'estructura més antiga d'aquest tipus a la península Ibèrica. També s'hi identificaren dos pallers, estructures de pis elevat on s'emmagatzemaven els cereals, i que van ser construïts en períodes diferents. El paller de l'època altimperial se situa en un lloc aïllat, mentre que el segon va ser construït més a prop de la mansio.

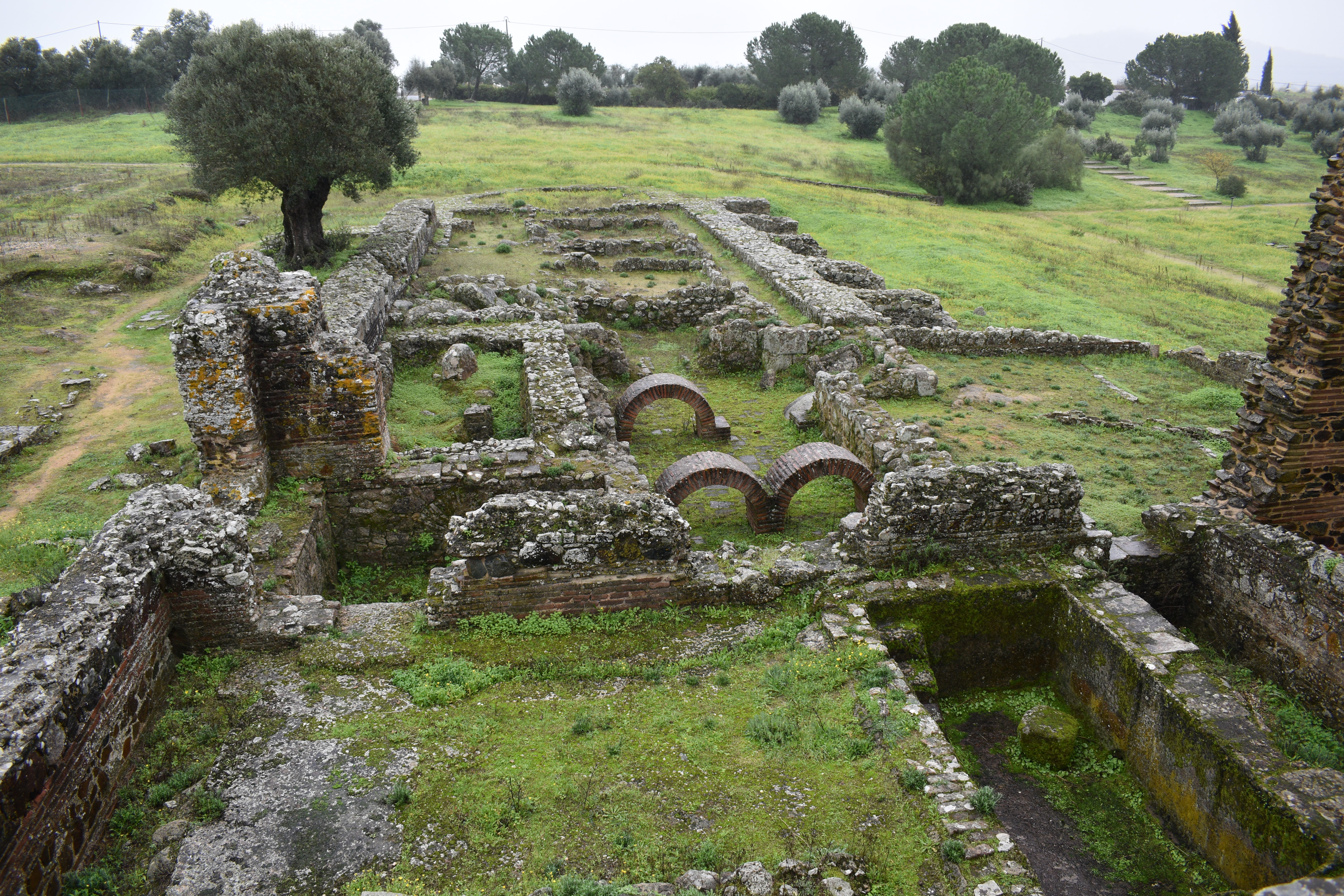
Ruïnes del complex termal

### Termes, jardins i proveïment d'aigua
L'antiga finca romana tenia un complex termal, amb àrees comunes com el caldari (caldarium), frigidari (frigidarium) i tepidari (tepidarium). També hi ha vestigis d'un segon conjunt termal, que no acabà de construir-se.
Les grans villa romanes amb explotacions agrícoles, sobretot al sud, tenien complicats sistemes per al transport d'aigua, que s'empraven tant per a regar els terrenys agrícoles com per a abastir la pròpia mansio, les cuines i les termes. Aquest també era el cas de Sâo Cucufate, que tenia aljups amb una capacitat de 1.305 m³. A la façana posterior de la mansio, hi havia un tanc de grans dimensions (natatio), amb prop de 35 x 10 m. El complex era abastit per un aqüeducte que era al nord, del qual es trobaren les ruïnes. Enfront de la mansio hi havia una zona enjardinada, a la qual s'arribava per escales a la façana principal, i aquests jardins duien a un altre gran tanc o piscina.

### Temple i necròpoli
El temple, dedicat a déus desconeguts, consisteix en un edifici aïllat, situat al sud de la mansio. De planta quadrada, es componia d'una cel·la i un absis, amb dos nínxols a la paret interior. L'edifici era envoltat per una galeria amb columnes, i tenia un nàrtex a l'entrada, amb quatre columnes. Aquest temple té algunes semblances amb altres llocs de culte romans al sud del país, sobretot els de Milreu i la Quinta de Marim. Originàriament degué estar unit a la casa principal per una ala habitada o per una galeria porticada. Al períbol del temple aparegueren restes de sepultures paleocristianes, una amb símbols del període visigòtic. Aquestes sepultures tenen planta rectangular i estructura simple.
El 1981, els arqueòlegs Vasco Mantas i J. G. Gorges van estudiar el lloc de Santiago, situat al nord de les ruïnes de Sâo Cucufate, i trobaren materials dispersos en una àrea de 500 m², incloent-hi dos murs paral·lels i fragments de peces de ceràmica en terra sigillata africana, a més de ceràmica comuna. Aquest lloc podria correspondre a una necròpoli romana, o a una estructura medieval o moderna que reutilitzà els antics materials romans.
La situació de la finca romana, a la vora de diverses vies importants, pot indicar que els excedents s'exportaven i no arribaven a entrar en els circuits comercials locals, situació idèntica a la d'altres estructures d'aquest tipus a la Lusitània. Així, un carro de bous amb prop de 1.000 l podia recórrer la distància entre Sâo Cucufate i la ciutat romana de Pax Julia (Beja) en poc menys d'un dia, i el vi després es guardava en cellers o es venia al públic en tavernes. Sembla que el complex de Sâo Cucufate practicava un model econòmic de mercat prou desenvolupat. Potser a la villa es comercialitzaven no sols els propis productes sinó també els d'altres explotacions agrícoles al voltant, subministrant així una font d'ingressos que no depenia només de l'agricultura.

### Centre d'interpretació i nucli museològic

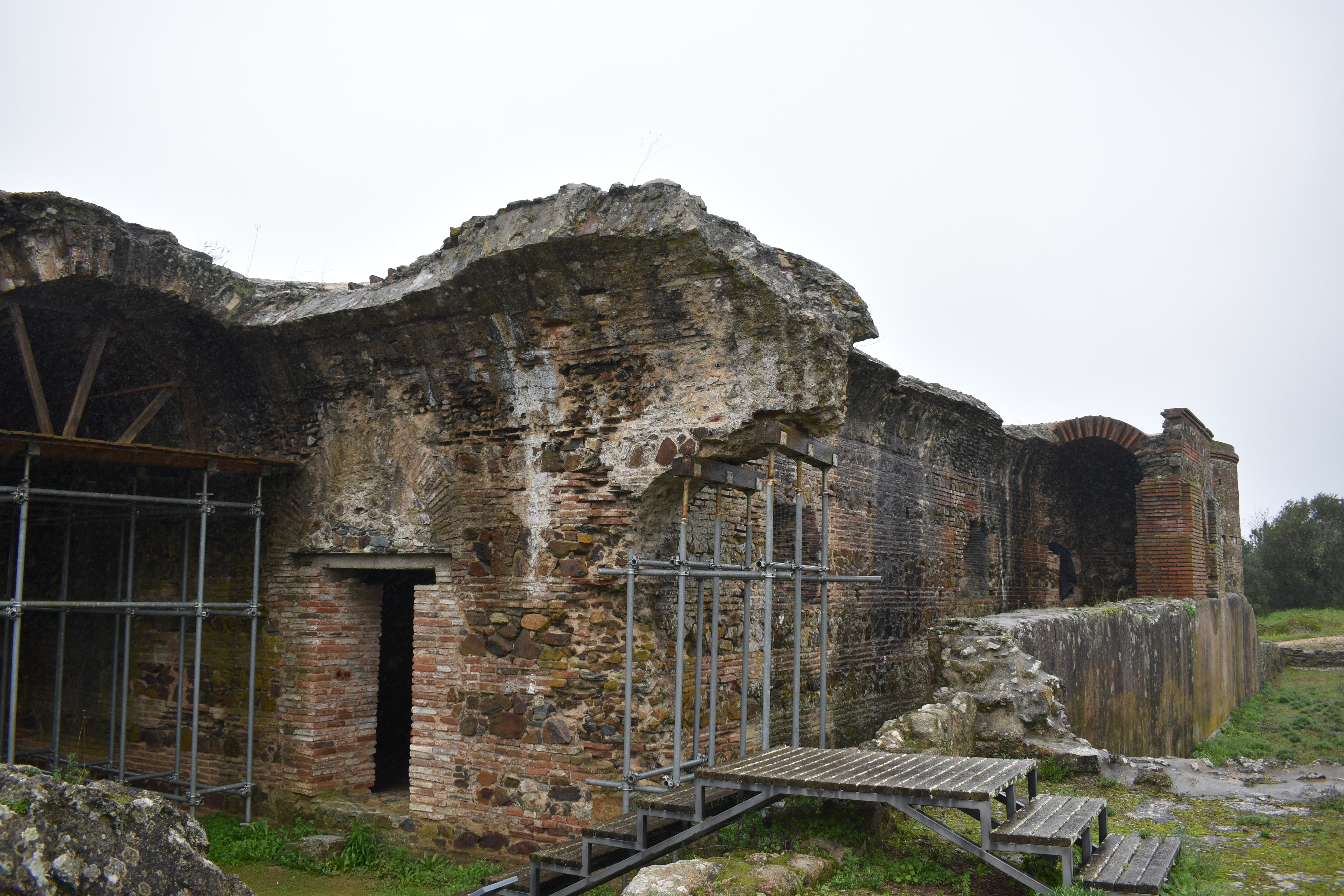
Zona de l'antic celler de vi romà

## Importància
El jaciment arqueològic de Sâo Cucufate té una gran importància per a l'estudi de l'antiga civilització romana a Portugal: ha permés, per exemple, aprofundir en els coneixements sobre l'evolució de l'arquitectura romana, per les seues tres fases distintes de construcció.
A més a més, també és de gran valor cultural per a la regió, per la seua relació amb el vi <i>de talla</i>, un mètode de producció practicat des del període romà a la zona, que fou registrat en el dossier de la candidatura del Vi de Talla al patrimoni cultural i immaterial de la UNESCO, preparat per la Vidigueira al gener de 2020. El Centre Interpretatiu del Vi de Talla, a Vila de Frades, inaugurat el 2020, és dedicat a aquest mètode de producció vinícola, incloent-ne l'evolució històrica, i en especial l'antiga villa romana. El 2013, la Vidigueira va crear un recorregut temàtic sobre la producció vinícola al municipi, l'Itinerari Cultural de la Vinya de Sâo Cucufate, que comença en les ruïnes romanes.
 

### Troballes

#### Període romà
En les ruïnes de Sâo Cucufate es replegaren fragments d'àmfores, i moltes peces produïdes en pasta de gres clar, originàries de la regió romana de la Bètica. La majoria dels fragments degueren fabricar-se a la zona. En els materials de construcció, un dels maons va despertar especial atenció, per haver preservat la marca d'un peu d'un nen, que podria constituir un testimoniatge de la utilització de treball infantil durant la producció.
També hi aparegueren trenta-dues eines, i un pedestal de marbre amb figures en relleu, probablement representacions dels déus Asclepi i Venus, i moltes peces de vidre. Alguns d'aquests fragments de vidre també pertanyien a peces de joieria. També hi aparegué un gran nombre de monedes, testimoniant la integració de la finca romana en una economia de mercat.

#### Edats mitjana i moderna
Tot i que la major part de les troballes de Sâo Cucufate siguen d'època romana, algunes de les peces pertanyen a períodes posteriors, incloent-hi el domini visigòtic i la instal·lació del monestir.
Les troballes corresponents al domini islàmic són molt reduïdes: dues parts de corda seca, que van ser descobertes al tanc a l'oest de la villa.

## Història

### Antecedents
L'ocupació més remota del lloc fou durant el Neolític final, doncs s'hi han descobert materials d'aquell període, però no s'hi han trobat estructures, i això suggereix una presència només temporal. Aquest lloc també s'habità durant l'Eneolític; pertany igualment a aquest període el gran mehir de Mac Abraão, entre Vidigueira i Vila Alva, i un possible poblat a la zona de Cabeço da Mina.

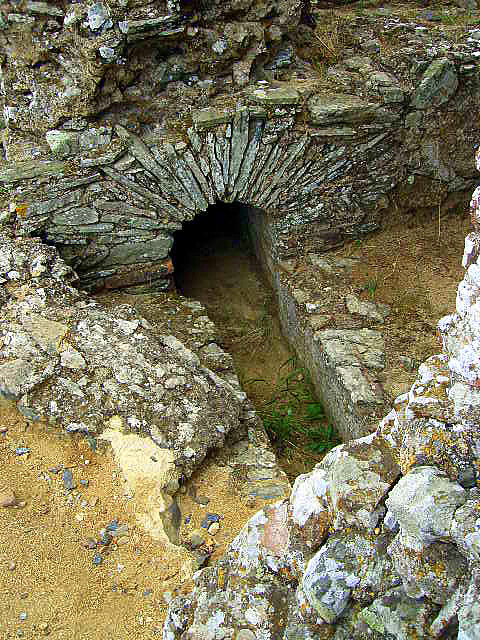
Detall d'una antiga canalització romana

### Període romà
El conjunt romà de Sâo Cucufate fou construït probablement a mitjan segle I, a causa de la reduïda presència i a la naturalesa tardana de ceràmica en terra sigillata itàlica, i una major quantitat de terra sigillata sudgàl·lica. Llavors ja produïa vi, doncs s'hi trobaren vestigis de tres fileres de dolis romans (dolia) en les ruïnes de l'edifici primitiu. Aquesta villa original era de petites dimensions, encara que incloïa termes, que s'utilitzaren fins al final de l'ocupació romana. La villa després fou restaurada amb molta més monumentalitat, tant arquitectònicament com artística.
La segona campanya d'obres, que n'inicia la tercera fase, es feu a mitjan segle IV; n'hi ha alguns vestigis de ceràmica datats de prop de l'any 360. Modificà profundament l'estructura de la casa, que va passar a presentar una estructura típica d'una villae aulica. Així, l'organització se'n feu més oberta, amb especial atenció a la façana i un nombre més gran de vans. Les ruïnes d'algunes de les sales de la segona fase són visibles a la banda posterior de l'edifici principal, incloent-hi l'antic triclini (triclinium). Aquestes grans alteracions demostren gran capacitat econòmica per part dels propietaris, que serien d'una elevada classe social. L'evolució històrica de la villa de Sâo Cucufate és de gran importància per a l'arqueologia romana a Portugal, perquè ajuda a explicar el desenvolupament de les estructures d'aquest gènere en l'antic territori de Lusitània. Al sud del país van ser trobats altres exemples de villae que van sofrir processos idèntics d'expansió, com Torre de Palma, a Monforte, Vall de Mouro, a Mêda, i Milreu, a Faro. Les termes també van ser modificades, però menys aprofundidament. Durant la tercera fase, que reconstruí totalment la mansio de forma monumental, les termes només van ser remodelades, i es començà a construir un segon complex termal, però les obres no van arribar a ser concloses. El temple es construiria durant el segle IV.
La villa de Sâo Cucufate és un testimoniatge de l'organització social i econòmica romana, basada en centres urbans de gran i mitjana dimensió, units per una xarxa de camins, i en nuclis per a l'explotació dels recursos naturals, sobretot agrícoles, i es poden considerar com avantpassats dels típics monts alentejans. Altres exemples d'explotacions agrícoles romanes de l'Alentejo són Insuínha II, a Vidigueira, que incloïa una premsa de vi i un celler (cella vinaria), un petit complex agrícola a Sul de Vila de Frades, possiblement del període julioclaudià, i la premsa d'oli al Monte da Chaminé, a Ferreira do Alentejo. La naturalesa de la ceràmica trobada en les ruïnes demostra una certa interioritat geogràfica, tot i que la villa haja mantingut connexions amb l'exterior, menjo comprovades per la presència de peces produïdes en altres llocs, com ara la Bètica. Algun material ceràmic també presenta forts indicis d'haver estat utilitzat per al transport de productes piscícoles, demostrant que la villa va estar en comunicació amb la franja litoral.

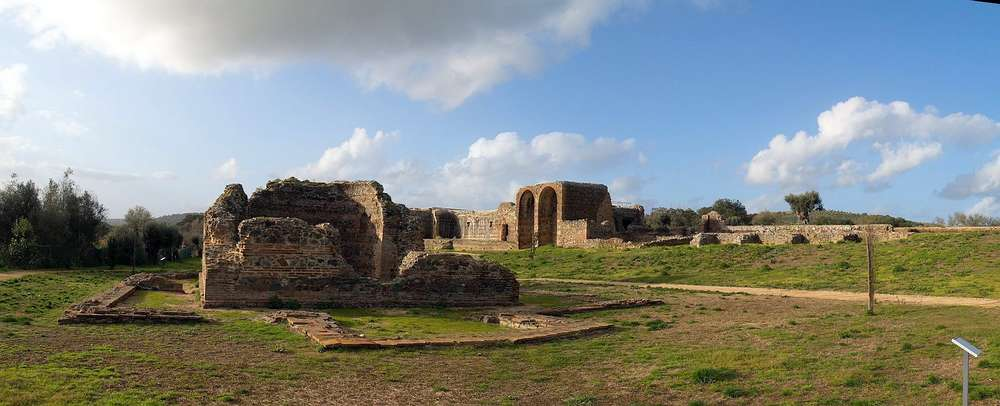
Vista frontal del temple romà, amb el paviment de l'antic pòrtic on aparegueren les sepultures paleocristianes

### Invasions bàrbares i domini visigòtic
L'ocupació primitiva del lloc es perllongà durant els segles V i VI. S'abandonà durant l'època de grans agitacions politicosocials, a causa del declivi de la civilització romana i a les invasions bàrbares, durant les quals diversos pobles del nord d'Europa van envair la península Ibèrica. La situació començà a estabilitzar-se amb la monarquia visigòtica, que s'inicià al segle v, i el 624 va establir el seu domini en tota la península Ibèrica. Sâo Cucufate continuaria habitat durant aquest període, amb l'antic temple romà adaptat en basílica cristiana: les sepultures paleocristianes del pati llueixen símbols visigòtics.

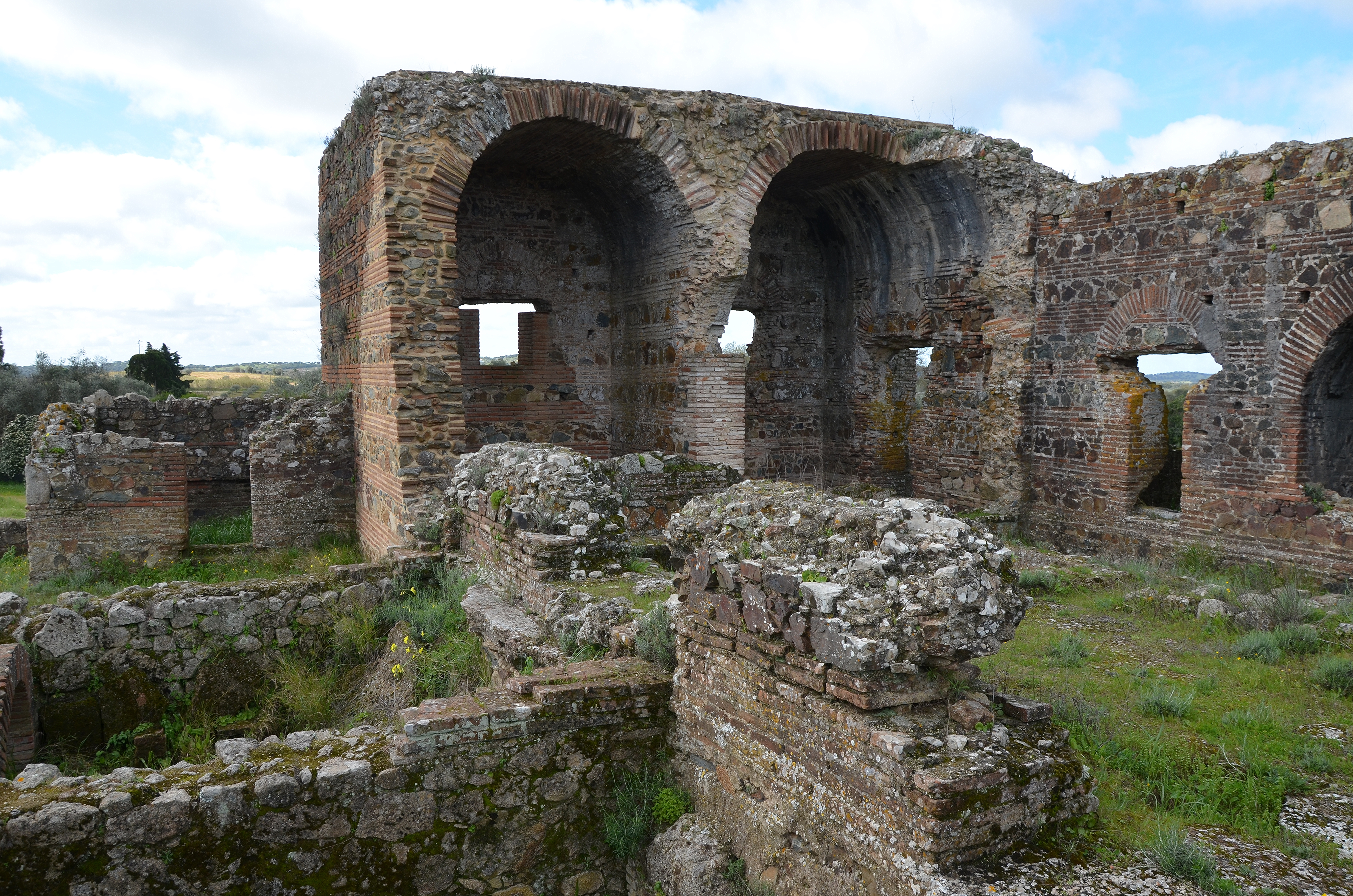
Vista posterior del criptopòrtic oriental

### Període islàmic i conquista cristiana
A la primeria del segle VIII es va iniciar el domini islàmic de la península Ibèrica. Sâo Cucufate continuà habitat durant el període islàmic, encara que les troballes d'aquesta època siguen molt reduïdes. No obstant això, s'han trobat proves d'habitació durant aquesta fase en la zona del voltant, incloent-hi una possible població a l'oest de les ruïnes; i al nord, a la zona de Sesmarias, va ser identificat un probable habitat, també de l'edat mitjana.
L'antic temple no fou l'única part de les ruïnes romanes convertides per al culte cristià: després s'hi instal·là un monestir cristià en l'espai de l'antiga mansio, reaprofitant-ne les estructures i materials. No obstant això, la data de fundació encara no n'ha estat esclarida: algunes teories defensen que es creà durant el període visigòtic; els historiadors Frei Leâo de Sâo Tomás i Jorge Cardoso escrigueren en el segle XVII que s'havia instal·lat en aquest indret un monestir de l'orde de Sâo Bento, durant el «temps de gots». El 1885, l'investigador Gerardo Augusto Pery apunta l'any 586 com a data en què s'ocupa el monestir, i que n'hauria estat el segon de l'orde de Sâo Bento a instal·lar-se a Portugal, després del de Lorvão, fundat el 534. Altres investigadors, com Manuel Luís Real, creuen que n'haurà estat més tardana, ja durant el domini musulmà. L'escriptor Fialho de Almeida tenia una opinió semblant: pensava, en la seua obra de 1921 Estancias d’Arte e de Saudade, que el convent havia estat fundat «durant el segle vuité, o nové, o desé...». No obstant això, d'acord amb els vestigis del jaciment, la data més probable del monestir seria entre els segles IX i X.
Aquest monestir degué ser abandonat a causa de problemes d'estabilitat en la regió, causats per les batalles per la possessió de Beja durant la conquesta cristiana, inicialment entre 1159 i 1162. En 1172, Beja fou conquerida pel comandant Geraldo sem Pavor, tot i que fou abandonada per les tropes cristianes immediatament en gener de 1173. Beja fou presa el 1232, tot i que els combats es perllongaren fins a 1234. Augusto Pery avançà una data anterior per a l'abandó del monestir, al 983, quan hauria estat destruït per les forces islàmiques.

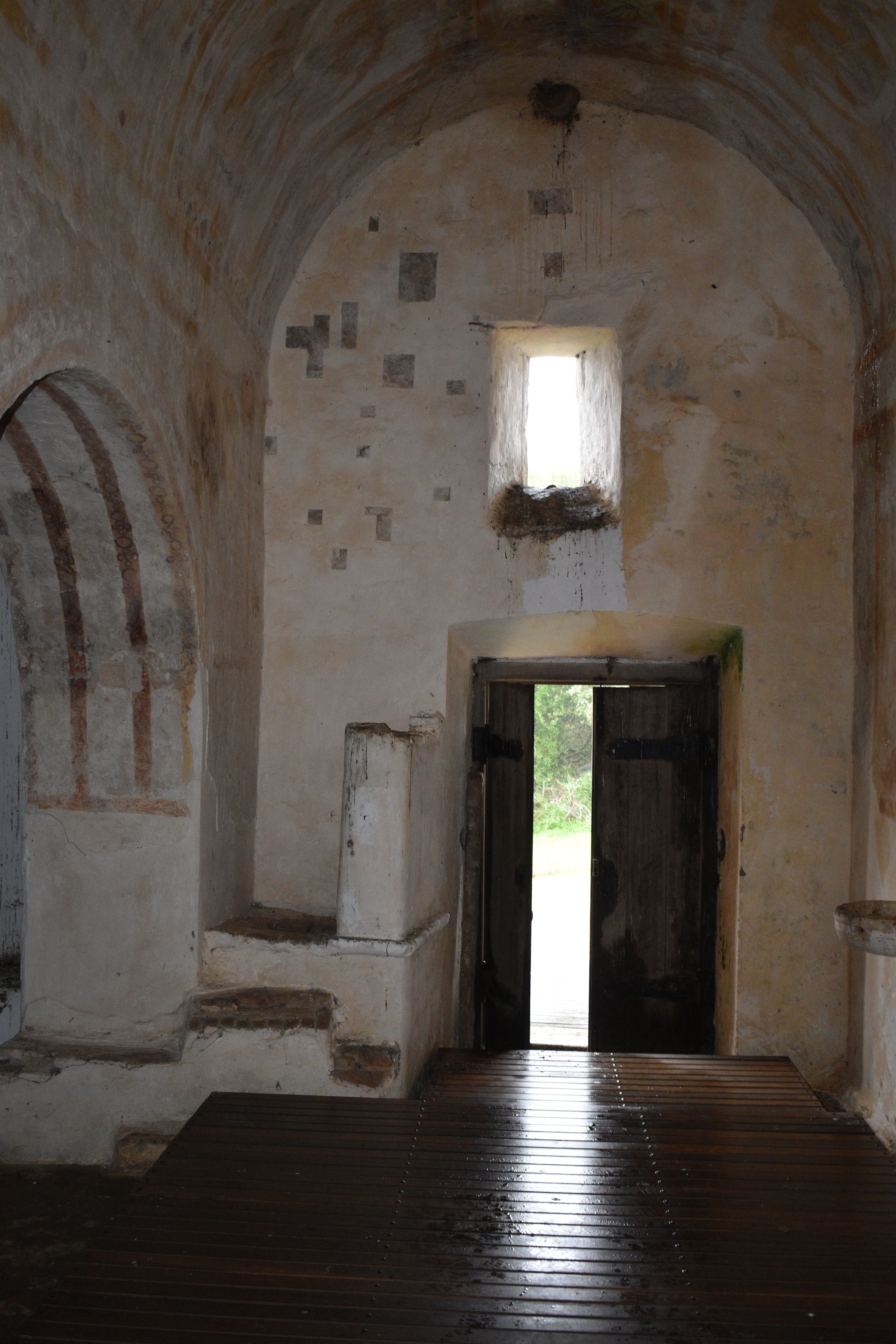
Entrada de l'ermita, 2020

### Segon convent de São Cucufate
El rei Alfons III va lliurar el castell i la vila de Vidigueira al mestre Tomé, tresorer de la Seu de Braga, com a part d'un programa per a la repoblació de la zona, al llarg del segle XIII. No obstant això, aquesta donació va ser d'una naturalesa diferent de les que van succeir posteriorment a l'Alentejo, com les de Moura i Serpa a l'orde dels Hospitalaris el 1232, i Aljustrel al de Santiago, que tenien com a funció principal assegurar la defensa del territori conquistat. En el cas de Vidigueira, la seua importància raïa en la fertilitat dels seus sòls, sobretot per als seus vins, que llavors encara no havien perdut fama. Al 1225, 1252, o 1255, el bisbe d'Évora, D. Martinho, els va lliurar la freguesia, per sol·licitud d'Alfons III. Aquesta donació va ser part d'una estratègia reial per a aprofitar terrenys incults, concedint-los a ordes religiosos, procés que va marcar profundament l'organització del territori a l'Alentejo. Els religiosos hi feren obres, hi instal·laren un nou monestir, també dedicat a sant Cugat, que es construí al 1255, amb la instal·lació de la nova església en l'antic cos nord de la mansio romana. Malgrat que aquestes obres feren modificacions profundes en l'antiga casa romana, sobretot en la pars rustica, van ajudar a preservar l'antiga villa. Els vestigis trobats apunten l'inici de l'ocupació del nou monestir entre els segles XIII i XIV. Amb la fundació del nou monestir també va ser creada a la parròquia de Sâo Cucufate, que va ser l'origen de la posterior freguesia de Vila de Frades, que al·ludeix als religiosos del monestir.
El monestir degué abandonar-se a mitjan o finals del segle xvi, o al segle xvii, probablement a causa de l'avançat estat de ruïna de l'edifici. Després l'habità un frare eremita, mentre que la capella va estar oberta al culte fins a 21 de novembre de 1723, quan va morir el seu últim capellà, sostingut per la Santa Casa de la Misericòrdia de Vila de Frades. Els frescs de les parets i la cobertura de l'església es feren en períodes diferents: el retaule fou pintat cap al segle XVII per José de Escovar, mentre que la resta de frescs es realitzaren en la segona meitat d'aquest segle.
D'acord amb l'obra Portugal: diccionario historico, chorographico, heraldico, biographico, bibliographico, numismatico i artistico, publicada el 1915, existien dos convents a la freguesia de Vila de Frades, un de monjos caputxins dedicat a Nostra Senyora de l'Assumpció, i un altre de «S. Cucufate, de monjos o benedictins». Aquest hauria estat «un dels més antics i notables de Portugal i de la península. El seu prelat s'intitulava, com els de Cluni i de Monte Cassino, abat dels abats.». La seua construcció hauria estat «molt anterior a la invasió dels moros, es va conservar obert al culte molt de temps durant l'ocupació musulmana, però a la fi els àrabs el van haver destruït. Va tenir grans rendes i fàbrica sumptuosa, i ja després de completament arrasat i desert, va ser donat a aquesta freg. el 1225, per Sanç II, a S. Vicente de Fóra, que, segons sembla, mai el van restaurar ni habitar, però van poblar el llogaret i crearen aquesta villa, donant-li el seu primer fur, segons diguérem, per això el poble es va denominar Vila de Frades, o Frades.
Durant el període contemporani, es creà una propietat privada a la banda de ponent de les ruïnes, l'Horta de Sâo Cucufate, que prengué gran quantitat d'aigua disponible i de la fertilitat dels sòls.

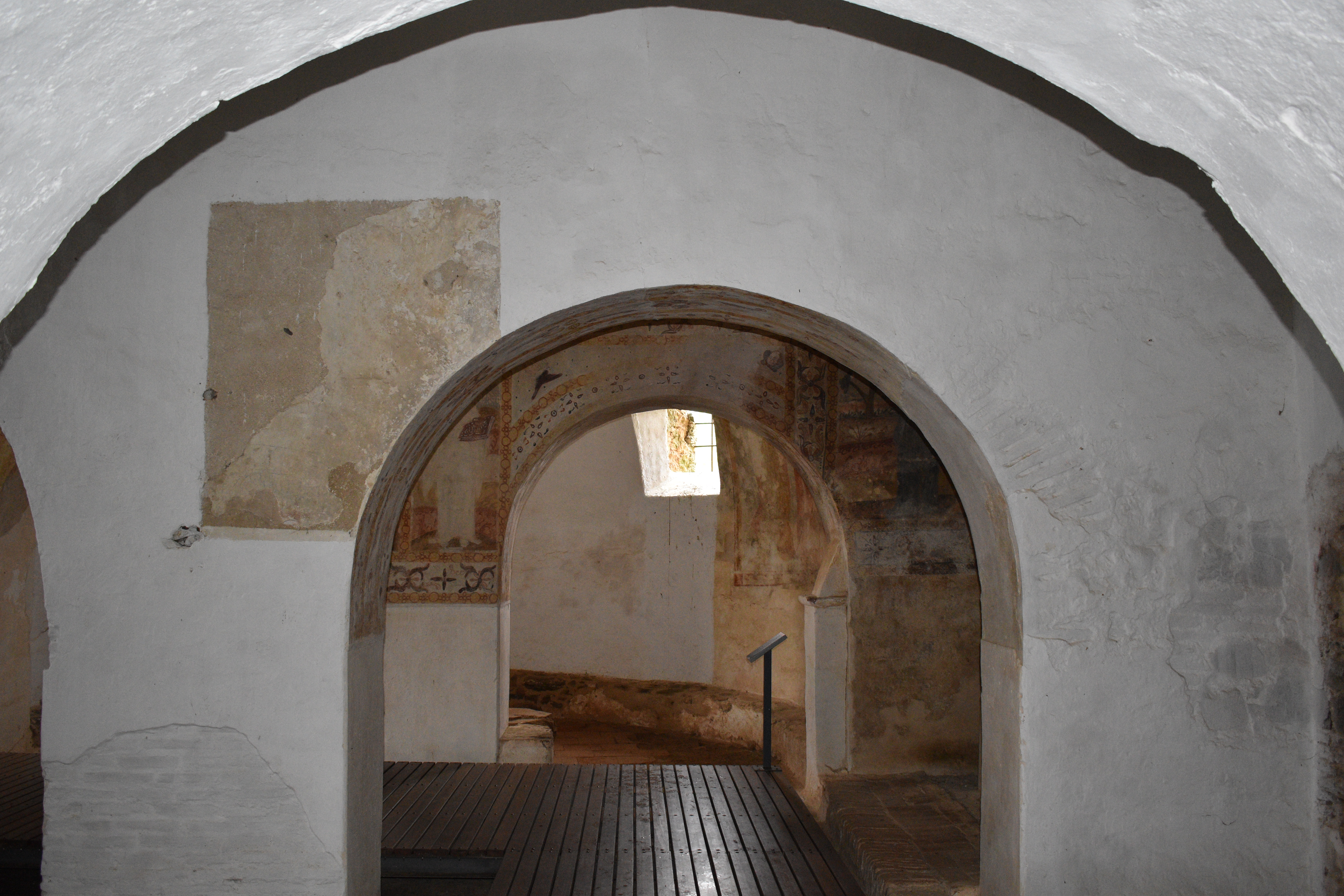
Interior de la capella, amb pintures murals

### Segles XIX i XX
A finals del segle xix, malgrat la seva importància, les ruïnes eren quasi desconegudes a nivell nacional, sense haver-se estudiat pels investigadors.
El jaciment arqueològic fou classificat com Monument Nacional pel Decret n.º 36:383, de 28 de juny de 1947, i llavors es creia que les ruïnes pertanyien només al convent de Sâo Cucufate. Segons Falcão Machado, les ruïnes del monestir van aconseguir una gran fama en la regió, fins al punt que els habitants del llogaret de Vila de Frades era coneguts com cucufates o cucos.
La identificació del lloc com les ruïnes d'un antic complex romà es feu al 1970, amb les excavacions de Fernando de Almeida, que fou responsable de la primera planta general de la villa. No obstant això, els treballs d'investigació aprofundits començaren al 1979, per un equip lusofrancés coordinat per Jorge de Alarcão, Robert Étienne i Françoise Mayet, de les universitats de Coïmbra i Bordeus III. El 1997 es feu un sondatge per restaurar el monument.

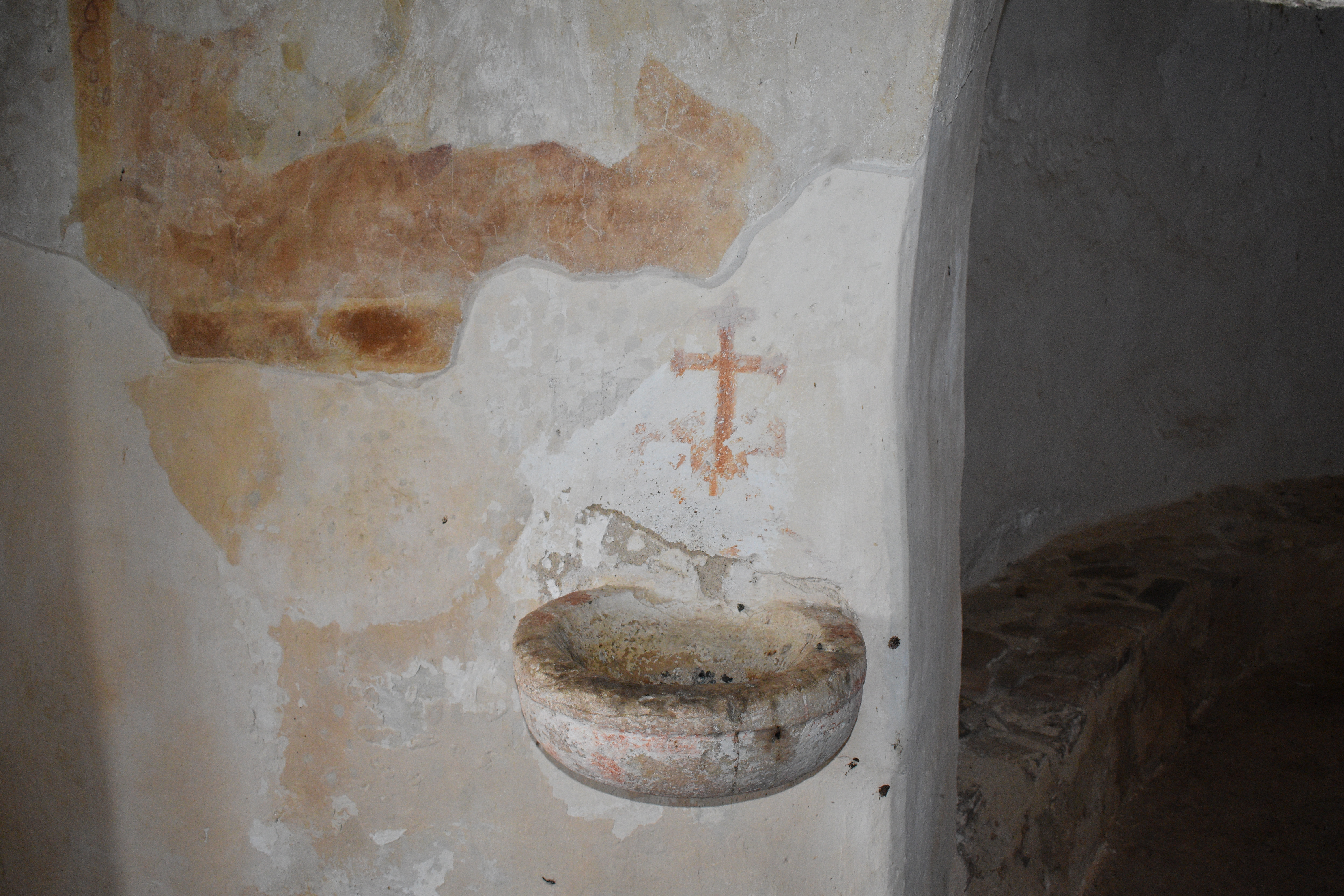
Detall de la pila baptismal, dins la capella

### Segle XXI
A la primeria del segle XXI, s'hi feren nous treballs arqueològics, que van dur a la identificació de les diverses fases de construcció i ocupació de l'antic conjunt. El 2001, se'n feren les obres del centre d'interpretació, al sud del monument, havent estat descoberts alguns materials i estructures de la villa romana.
El 2006, s'inaugurà un nucli museològic a Vila de Frades, dedicat a les ruïnes de Sâo Cucufate, ocupant els antics edificis de la Casa do Arco i Casa do Almeida, cedides per Vidigueira.
En setembre de 2013, es va iniciar el programa Regena - Recuperació holocènica i pleistocènica de la variació secular geomagnètica de l'Atlàntic Nord, que van ser les primeres investigacions sistemàtiques d'arqueomagnetisme en territori nacional, organitzades per l'Institut Dom Luiz, de la Facultat de Ciències de la Universitat de Lisboa. En l'àmbit d'aquest programa, sis conjunts de troballes de ceràmica del jaciment arqueològic de Sâo Cucufate van ser sotmesos a estudis arqueomagnètics de paleointensitat, i s'integraren cronològicament en quatre grups, des de finals del segle I a principis del segle II, segon terç del segle II, prop de l'any 360, i mitjan segle V.